# Promeropidae
Promeropidaehay còn gọi Sugarbird (chim đường?) là một họ chim trong bộ Passeriformes (bộ Sẻ).
Loài chim này được tìm thấy chủ yếu ở phía nam châu Phi